# 白河夜船 (小説)
『白河夜船』（しらかわよふね）は、吉本ばななが1989年に発表した小説、およびそれを表題作とした小説集。2015年に映画化された。

## 概要
作品集『白河夜船』は1989年7月15日、福武書店より刊行された。同作品集は1989年年間ベストセラーの総合5位を記録した。文庫版は1992年2月1日に福武文庫から、1998年4月1日に角川文庫から、2002年9月30日に新潮文庫から刊行されている。新潮文庫版が「定本決定版」とされる。2013年10月26日には電子書籍版が幻冬舎より発売されている。
|   | タイトル     | 掲載誌               |
| - | ------------ | -------------------- |
| 1 | 白河夜船     | 『海燕』1988年12月号 |
| 2 | 夜と夜の旅人 | 『海燕』1989年4月号  |
| 3 | ある体験     | 『海燕』1989年7月号  |

表題作「白河夜船」は先の見えない不倫への不安と、親友の自殺の衝撃から立ち直れず、眠りに逃避するヒロインの心の再生を描く。三編は“眠り三部作”とも呼ばれる。
「白河夜船」とは、熟睡して前後を知らないことをいう。詳細は「白河 (洛外)」の項を参照のこと。

## 登場人物
寺子
主人公で語り手。無職の若い女性。アルバイト先の上司であった岩永と恋愛関係にある。不倫の恋への不安と、親友のしおりが自殺してしまったショックから逃げるように、日中は電話の音も聞こえないくらいぐっすりと眠っている。ただし、岩永からの電話の音だけは判別できる。
岩永
寺子の恋人だが、植物状態の妻がいる。自分と会う時間を取るために仕事を辞めた寺子に生活費を援助している。
しおり
寺子の親友。一緒に暮らしていたが、「客と添い寝をする」という仕事を始め、仕事用のマンションに引っ越していく。その後自殺。ふくよかで美人ではないが、一緒にいると安らげるような女性だった。
女の子
岩永からの電話の音さえも気づかなくなってしまった寺子が、絶望的な気分で明け方に出かけた公園で出会った。高校生くらいの不思議な雰囲気を持つ女の子で、寺子に「今すぐ駅へ行ってアルバイトニュースを買い、何でもいいから仕事を始めなさい。私のせいであなたがこんなに苦しんでいるような気がして……」と謎めいた言葉を残す。

## 映画
2015年4月25日に公開。監督は若木信吾。原作者のよしもとばななは、「こんなにも完璧な映画化は奇跡的」と絶賛のコメントを出している。
2015年3月6日、第10回大阪アジアン映画祭でワールドプレミアが上映。第23回レインダンス映画祭出品作品。

### キャスト
- 寺子 - 安藤サクラ
- 岩永 - 井浦新
- しおり - 谷村美月
- 少女 - 紅甘
- しおりの元恋人 - 高橋義明
- 伊沢磨紀
- 竹厚綾

### スタッフ
- 監督 - 若木信吾
- 撮影 - 若木信吾
- 脚本 - 若木信吾、鈴本櫂
- 配給 - コピアポア・フィルム
- 制作プロダクション：ユマニテ
- 制作協力：スローラーナー
- 製作委員会メンバー：キングレコード、ユマニテ